# Shugyō Takahashi
Shugyō Takahashi (jap. 鷹橋 狩行, Takahashi Shugyō; * 5. Oktober 1930 in Yamagata; † 27. Mai 2024) war ein japanischer Haiku-Dichter.

## Leben und Wirken
Takahashi begann 1946 in seiner Zeit an der Onomichi-Oberschule Haiku zu schreiben, worin er von Yamaguchi Seishi und Akimoto Fujio unterrichtet wurde. Er studierte Jura an der Chūō-Universität, die er 1952 abschloss. 1965 wurde Takahashi für seine Haiku-Anthologie Tanjō (誕生, etwa Geburtstag) mit dem Preis der „Association of Haiku Poets“ ausgezeichnet. Takahashi war Begründer des Haiku-Magazins Kari (狩), das seit 1978 erscheint. 
Von 1984 an führte er drei Jahre durch die Sendung Einführung in die Haiku-Dichtung des NHK-Bildungsfernsehens. Von 1987 an war er 15 Jahre lang bei NHK Programmverantwortlicher für einen Haiku-Kanal. Von 1993 an war Takahashi Mitglied des Vorstandes der „Association of Haiku Poets“. Zudem schrieb er von 1993 bis 2003 eine Haiku-Kolumne für die Tōkyō-Shimbun. Von 1994 an war er als geschäftsführender Gesellschafter der „Internationalen Haiku-Gesellschaft“ (国際俳句交流協会, kurz HIA) tätig. Die Internationale Haiku-Gesellschaft ist ein Dachverband von Haiku-Gesellschaften weltweit, zu der u. a. auch die Berliner Haiku-Gesellschaft gehört. 1999 wurde er mit dem Großen Preis des Bildungsministers geehrt; 2001 erhielt er für seine beiden Haiku-Anthologien Yokutōshū (翼灯集) und Jūsansei (十三星) den Mainichi-Kunstpreis.
2002 wurde Takahashi Vorsitzender der „Association of Haiku Poets“. 2008 folgte die Auszeichnung mit dem Dakotsu-Preis (蛇笏賞) für die Anthologie  Jūgohō (十五峯), 2009 die Auszeichnung mit dem Kanagawa-Kulturpreis. Für Takahashi wurde am Kōya-san in der Präfektur Wakayama ein Gedenkstein mit der Aufschrift Shugyō Takahashi kuhi (鷹羽狩行句碑, etwa: Haiku-Gedenkstein für Shugyō Takahashi) aufgestellt.